# Aviația în Primul Război Mondial
Primul Război Mondial a fost primul conflict major care a implicat utilizarea pe scară largă a aeronavelor. Baloanele de observare terestre au fost deja angajate în mai multe războaie și  au fost folosite în mod extensiv pentru spoturile de artilerie. Germania a utilizat Zeppeline pentru recunoaștere peste Marea Nordului și Marea Baltică și, de asemenea, pentru atacuri strategice de bombardament asupra Marii Britanii și a Frontului de Est.
Avioanele tocmai au intrat în uz militar la începutul războiului. Inițial, au fost folosite mai ales pentru recunoaștere. Piloții și inginerii au învățat din experiență, ducând la dezvoltarea a numeroase tipuri de avioane militare, printre care cele de vânătoare, bombardiere și avioane de atac la sol.
Acei piloți de luptă au fost descriși ca niște cavaleri moderni, iar mulți au devenit eroi populari. De asemenea, războiul a vizat numirea unor ofițeri de rang înalt pentru a îndruma eforturile de război aerian ale națiunilor beligerante.
În timp ce impactul aeronavelor asupra cursului războiului a fost mai degrabă tactic decât strategic, cel mai important fiind cooperarea directă cu forțele terestre (în special focalizarea și corectarea focului de artilerie), primii pași în rolurile strategice ale aeronavelor în viitoarele războaie au fost, de asemenea, prefigurați.

## Forțe aeriene participante la Primul Război Mondial

### Australia
- Corpul Aerian Australian

### Austro-Ungaria
- Trupele Aviatice Regale și Imperiale

### Belgia
- Forțele Aeriene Belgiene

### Bulgaria
- Forțele Aeriene Bulgare

### Canada
- Forțele Aeriene Canadiene (1918 - 1920)

### Franța
- Forțele Aeriene Franceze

### Germania
- Luftstreitkräfte

### Grecia
- Forțele Aeriene Grecești
- Forțele Navale Aeriene Grecești

### Italia
- Corpul Aviatic Regal Italian

### Japonia
- Serviciul Aviatic Imperial Japonez

### Imperiul Otoman
- Corpul Aviatic Otoman

### Muntenegru
- Forțele Aeriene Muntenegrene

### Portugalia
- Forțele Aeriene Portugheze

### Regatul Unit
- Royal Naval Air Service
- Royal Flying Corps
- Royal Air Force

### România
- Corpul Aerian Român⁠(en)[traduceți]

### Rusia
- Forțele Aeriene Imperiale Ruse

### Serbia
- Forțele Aeriene Sârbe

### SUA
- Serviciul Aerian al Armatei Americane
- Forțele Expediționare Americane